# 雑穀八
『雑穀八』（ざこはち）は、古典落語の演目。『ざこ八』とも表記される。元々は上方落語の演目の一つであるが、江戸落語でも演じられる。
出奔した男が10年後に故郷に戻り、婿入りするはずだった店の娘と結婚して零落した店を建て直したが、店を没落させた先夫の精進を巡って夫婦が口論となり、それぞれが料理を用意した結果、店の者が予期せぬ満腹になってしまうという内容。
元々2つの原作が組み合わさった話らしく、前半部は安永2年（1773年）版『聞上手』所収の「二度添」、後半部は明和9年（1772年）版『楽牽頭』所収の「大食」（えびす講で大食した者と空腹を抱えた者との対話）といわれている。また、前田勇は前半の原話として安永3年（1774年）の『軽口五色紙』下巻「入聟の立腹」を挙げる。こうした事情から、前半部を「先（せん）の仏」、後半部を「二度のごちそう」という題目で演じたり、落ち（サゲ）の部分が異なる形になっているものがある。この構成について武藤禎夫は「口演の過程でつぎたされていったサゲであろう」と記している。「先の仏」に関しては、古今亭三鳥の『江戸嬉笑』（文化3年・1806年）収録の小咄「精進」が、より落語に近い形である（ただし夫が店を建て直したのではなく、前の夫の貯めた財産で生活できているという設定で、仲裁に入るのは権助）。

## あらすじ
雑穀商の「雑穀八」の一人娘であるお絹との婚礼を控えていた鶴吉は婚礼の日に突然行方をくらましてしまう。
それから10年後、200両の財産を築いて戻ってきた鶴吉は「雑穀八」が潰れていることに気付く。
仲人を務める予定であった枡屋の隠居・新兵衛からは、鶴吉に逃げられた「雑穀八」では新しい婿を迎えたが、新しい婿は女遊びと米相場で財産を失って自らは病気で死に、残されたお絹は病をうつされた上に家も財産も人手に渡って廃屋で乞食同然の生活をしている、それもこれも全て鶴吉が婚礼から逃げたせいだと責め立てられる。
衝撃を受けた鶴吉はお絹の元に向かって今までの事を謝罪し、彼女を娶って「雑穀八」を立て直すことを誓う。
鶴吉の勤勉な働きの結果、「雑穀八」は再興され、鶴吉が捨てた積もりの200両で投資した米相場も利益を上げ、さらにその儲けたお金でお絹に高度な医療を受けさせて元の美しさを取り戻した。
そんなある日、魚屋が「雑穀八」に鯛を持ち込んだ。鶴吉はこれを買って店の者に振る舞おうと考えていたが、お絹は「先の仏の精進日だから魚は買わない」と断ってしまう。先の仏の精進日＝「雑穀八」を潰した亡くなった婿の命日だと気付いた鶴吉は納得せずに夫婦喧嘩を始めてしまう。
事情を察した魚屋がお絹に「おかみさんが先の仏のことばかり言っているので、今の仏が怒っているのですよ」と宥めるのであった（前半部サゲ）。
結局、喧嘩は収まらず、鯛を買った鶴吉は板前を招いて魚料理を店の者に振る舞い、お絹も精進料理を用意して店の者に振る舞った。
このため、2人分の御馳走を食べることになった店の者は困惑してしまうが、断ることもできずに全てを食べ終えた頃には下も向けない程にお腹が膨らんでしまう。
ふと、店員の1人が来月が奥方（お絹）の帯祝いの宴会があるのを思い出す。これを聞いた別の店員が「帯祝いと聞いただけで（妊婦のように）お腹が膨らんでくる」と返した（後半部サゲ1）。
別の店員は帰宅しようと外に出ると、足元に誰かが倒れている。他の店員が食べ過ぎて倒れてしまったと勘違いして声をかけると、それはお腹をすかせた乞食であった。それを見た店員は「お腹をすかせているのか？それは大変羨ましい話だ」と返した（後半部サゲ2）。